# Wind Telecomunicazioni
Wind Telecomunicazioni S.p.A., mer enkelt kallat Wind, var ett italienskt telekommunikationsföretag som erbjöd mobiltelefonitjänster och, genom Infostrada, även fast telefoni och Internet.
Det var en tjänsteleverantör i Public Connectivity System (SPC). Faktum är att Wind hanterade en del av internet- och intranät-anslutningen för den italienska offentliga förvaltningen, i avvaktan på förvärvet av de leverantörer (Tiscali, BT Italia och Vodafone Italia) som tilldelades Consip-anbudet, enligt kontraktet som undertecknades 2016.
2016 införlivades det i det gemensamma företaget Wind Tre, skapat genom sammanslagningen mellan 3 Italia och Wind, vilket skapade en ny telefonoperatör.
Efter antal abonnenter var Wind den tredje mobiltelefonoperatören i Italien efter TIM och Vodafone och den andra inom fast telefoni efter Telecom Italia.